# Sidney Ainsworth
Sidney Ainsworth, nato Charles Sydney Ainsworth (Manchester, 21 dicembre 1872 – Madison, 21 maggio 1922), è stato un attore britannico di teatro e di cinema. Nato in Regno Unito, lavorò a lungo negli Stati Uniti dove apparve sui palcoscenici di Broadway e in circa un'ottantina di film. Era conosciuto anche come Sydney Ainsworth.

## Filmografia
- Mr. Wise, Investigator, regia di E. Mason Hopper - cortometraggio (1911)
- The Lieutenant Governor, regia di Joseph Byron Totten - cortometraggio (1915)
- Third Hand High, regia di E.H. Calvert - cortometraggio (1915)
- The Fable of the Bachelor and the Back-Pedal - cortometraggio (1915)
- Mr. Buttles, regia di Joseph Byron Totten - cortometraggio (1915)
- Countess Veschi's Jewels - cortometraggio (1915)
- The Lady of the Snows - cortometraggio (1915)
- Home Coming, regia di E.H. Calvert - cortometraggio (1915)
- Above the Abyss - cortometraggio (1915)
- The Longer Voyage - cortometraggio (1915)
- The Romance of an American Duchess - cortometraggio (1915)
- The Greater Courage - cortometraggio (1915)
- The White Sister, regia di Fred E. Wright (1915)
- The Man Who Found Out - cortometraggio (1915)
- The Rajah's Tunic - cortometraggio (1915)
- The Counter Intrigue - cortometraggio (1915)
- The Fable of the Scoffer Who Fell Hard - cortometraggio (1915)
- A Bag of Gold - cortometraggio (1915)
- Eyes That See Not - cortometraggio (1915)
- Legrand's Revenge - cortometraggio (1915)
- In the Palace of the King, regia di Fred E. Wright (1915)
- Inheritance, regia di Clem Easton - cortometraggio (1915)
- The Outer Edge, regia di E.H. Calvert - cortometraggio (1915)
- A Bit of Lace - cortometraggio (1915)
- Reckoning Day, regia di E.H. Calvert - cortometraggio (1915)
- The Fable of Sister Mae, Who Did As Well As Could Be Expected - cortometraggio (1915)
- The Conflict - cortometraggio (1915)
- The Misleading Lady, regia di Arthur Berthelet (1916)
- The Strange Case of Mary Page, regia di J. Charles Haydon - serial (1916)
- Power, regia di Fred E. Wright - cortometraggio (1916)
- According to the Code, regia di E.H. Calvert (1916)
- The Secret of the Night - cortometraggio (1916)
- My Country, 'Tis of Thee - cortometraggio (1916)
- The Higher Destiny, regia di Charles J. Brabin - cortometraggio (1916)
- The Woman Always Pays - cortometraggio (1916)
- When Justice Won, regia di E.H. Calvert - cortometraggio (1916)
- Twin Fates, regia di Harry Beaumont - cortometraggio (1916)
- The Prince of Graustark, regia di Fred E. Wright (1916)
- Not in the News, regia di Charles Ashley - cortometraggio (1916)
- The Chaperon, regia di Arthur Berthelet (1916)
- The Burning Band, regia di E.H. Calvert - cortometraggio (1916)
- The Little Brown Mole - cortometraggio (1916)
- Dancing with Folly, regia di E.H. Calvert - cortometraggio (1916)
- Wife in Sunshine, regia di E.H. Calvert - cortometraggio (1916)
- When the Man Speaks, regia di E.H. Calvert - cortometraggio (1917)
- The Wide, Wrong Way, regia di E.H. Calvert - cortometraggio (1917)
- The Sinful Marriage, regia di E.H. Calvert - cortometraggio (1917)
- The Magic Mirror, regia di E.H. Calvert - cortometraggio (1917)
- Shifting Shadows, regia di E.H. Calvert - cortometraggio (1917)
- Ashes on the Hearthstone, regia di E.H. Calvert - cortometraggio (1917)
- The Extravagant Bride, regia di E.H. Calvert - cortometraggio (1917)
- The Vanishing Woman - cortometraggio (1917)
- The Pulse of Madness, regia di E.H. Calvert - cortometraggio (1917)
- The Pallid Dawn, regia di E.H. Calvert - cortometraggio (1917)
- The Wifeless Husband, regia di E.H. Calvert - cortometraggio (1917)
- The Trufflers, regia di Fred E. Wright (1917)
- Sotto processo (On Trial), regia di James Young (1917)
- Two-Bit Seats, regia di Lawrence C. Windom (1917)
- Brown of Harvard, regia di Harry Beaumont (1918)
- A Wild Goose Chase, regia di Harry Beaumont (1919)
- A Man and His Money, regia di Harry Beaumont (1919)
- The Little Rowdy, regia di Harry Beaumont (1919)
- One Week of Life, regia di Hobart Henley (1919)
- The Crimson Gardenia, regia di Reginald Barker (1919)
- Heartsease, regia di Harry Beaumont (1919)
- The Girl from Outside, regia di Reginald Barker (1919)
- The Loves of Letty, regia di Frank Lloyd (1919)
- The Gay Lord Quex, regia di Harry Beaumont (1919)
- The Cup of Fury, regia di  T. Hayes Hunter (1920)
- The Woman in Room 13, regia di Frank Lloyd (1920)
- Out of the Storm, regia di William Parke (1920)
- A Double-Dyed Deceiver, regia di Alfred E. Green (1920)
- Madame X, regia di Frank Lloyd (1920)
- Half a Chance, regia di Robert Thornby (1920)
- Il marchio di fuoco (The Branding Iron), regia di Reginald Barker (1920)
- Hold Your Horses, regia di E. Mason Hopper (1921)
- Boys Will Be Boys, regia di Clarence G. Badger (1921)
- Per farla innamorare (Doubling for Romeo), regia di Clarence G. Badger (1921)
- The Invisible Power, regia di Frank Lloyd (1921)
- A Poor Relation, regia di Clarence G. Badger (1923)
- Mr. Barnes of New York , regia di Victor Schertzinger (1922)